# Cor van Geleuken

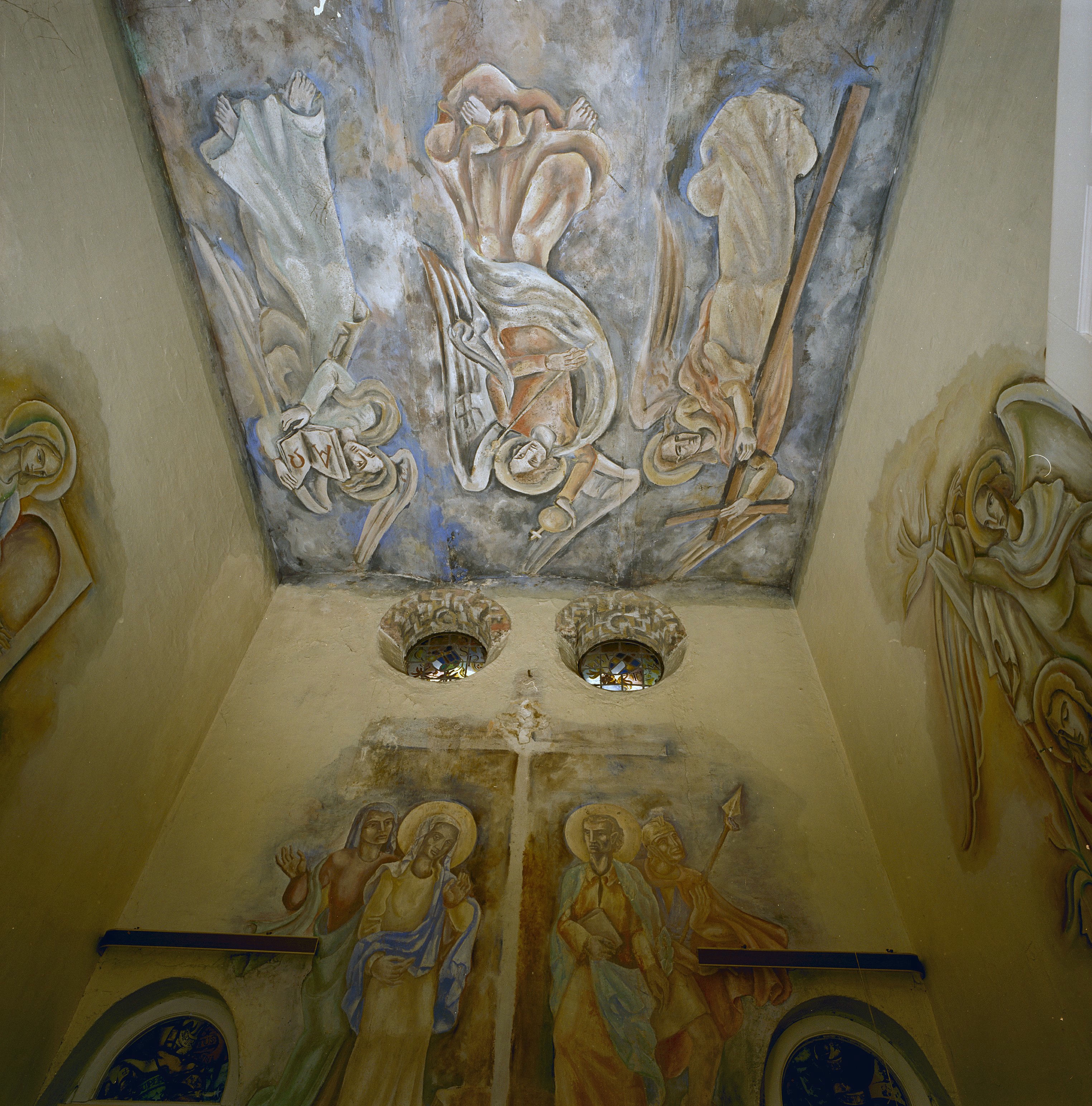
Schilderingen voor de Emmaus-kapel (1941)

Cornelis Hubertus Antonius van Geleuken (Stramproy, 20 april 1920 – Heerlen, 22 september 1986) was een Nederlands beeldhouwer en schilder.

## Leven en werk
Van Geleuken werd geboren in Stramproy in een katholiek landbouwersgezin, als zoon van Antonius van Geleuken en Maria Veltmans. Twee weken later verhuisde het gezin naar Tungelroy, waar hij opgroeide. Van Geleuken zou priester worden en trok naar het kleinseminarie in het Neboklooster van de redemptoristen in Nijmegen. Hij kreeg er tekenles van de priester-kunstenaar Gerard Mathot, met wie hij bevriend werd. In 1939-1940 bracht hij zijn novicaat door in het redemptoristenklooster in 's-Hertogenbosch. Hij vervolgde zijn studie aan het grootseminarie in het klooster in Wittem. Hoewel hij in 1945 zijn studie tot priester afrondde, besloot hij niet de priesterwijding te ondergaan. Van Geleuken vestigde zich in Maastricht, waar hij werd aangenomen aan de Middelbare Kunstnijverheidsschool, als leerling van onder anderen Charles Vos. Hij maakte de opleiding niet af, maar trok in 1947 naar Amsterdam. Hij studeerde daar verder aan het Instituut voor Kunstnijverheidsonderwijs. In 1947 studeerde hij drie maanden aan de Parijse Académie des beaux-arts. Vanaf eind jaren 50 tot halverwege de jaren 50 verbleef hij geregeld een aantal maanden in Frankrijk, waar hij tegen kost en inwoning in Cessieu en Bourg-en-Bresse schilderingen in kapellen restaureerde of van nieuw schilderwerk voorzag. In 1954 werd hij benoemd tot ereburger van Cessieu. In 1958 trouwde Van Geleuken met Gerda van Rijn (1926-2003), zij vestigden zich op de Prickenis op de grens van Voerendaal en Heerlen. Hij overleed daar in 1986, op 66-jarige leeftijd.
Van Geleuken ontwierp en maakte veelal christelijk-religieus werk, waaronder wandschilderingen, glas-in-loodramen en beelden en reliëfs in keramiek of kunstbeton. De eerste opdrachten die hij kreeg kwamen vanuit Limburg. In de loop van 1950 kreeg hij zijn eerste opdracht in het westen van het land. Zijn grootste opdracht was de aankleding van de Sint-Gerardus Majellakerk in Nederweert-Eind, waar hij verantwoordelijk was voor altaren, banken, beelden, glas-in-loodramen, kapitelen, friezen, het doopvont en een groot reliëf van het laatste avondmaal.

## Enkele werken
- 1941 – schilderingen voor de kapel van Emmaus, buitenverblijf voor priesterstudenten in Mechelen.
- 1948 – wandschilderingen voor de Heyerkapel in Hei.
- 1949 – oorlogsmonument (vrouw met duif), ter herinnering aan omgekomen leden van de Witte Brigade, in Budel-Dorplein. Het beeld werd gebakken bij St. Joris in Beesel en is een gemeentelijk monument.
- 1949 – muurschilderingen van onder andere de Stedenmaags in het stadhuis van Weert. De schilderingen zijn later overgeschilderd.
- 1949 – Sint-Rafaël, natuurstenen reliëf ter gelegenheid van de elektrificatie van de spoorlijn Eindhoven-Maastricht, voor de spoortunnel in Weert.
- 1950 – muurschildering van het laatste oordeel voor de Sint-Jeroenskerk in Noordwijk.
- 1950 – Maaskapel of Heilig Hartkapel, een open kapel met Heilig Hartbeeld en reliëfs van Sint-Jacobus en Sint-Willibrordus, tegenover de Sint-Jansmolen op de hoek Molenweg-Wilhelminastraat in Stramproy.
- 1950 – wandschilderingen en kruisweg voor het oratorium van het redemptoristenklooster in Roosendaal.
- 1953 – wandschilderingen in de Sint-Bartholomeüskerk in Voorhout.
- 1955-1956 – beeld van Adam en Eva, een pieta, reliëfs van engelen en deuren met een verbeelding van het Credo in twaalf reliëfs voor de hoofdentree van de Sint-Gerardus Majellakerk in Nederweert-Eind. Voor het interieur van de kerk maakte Van Geleuken onder meer het sacramentsaltaar, twee vieringsaltaren, betonreliëfs van de twaalf apostelen, een reliëf van het laatste avondmaal en voor de Gerarduskapel glas-in-loodvensters en betonreliëfs van het leven van Gerardus rond een Gerardusbeeld van Mathot.
- 1959 – grafmonument voor de familie Moonen-Stals op de begraafplaats in Stramproy.
- 1960 – twee gevelmozaïeken voor kleuterschool Marije (later basisschool De Tweesprong) in Nederweert-Eind.
- 1961 – gevelreliëf van Gerardus Majella in extase bij het horen van een fluitspeler die een lied van Alfonsus speelt aan de Gerarduskapel van het Redemptoristenklooster in Wittem.
- 1964 – gedenksteen met namen van kerkmeesters voor de Sint-Gerardus Majellakerk in Nederweert-Eind, geplaatst ter gelegenheid van de consecratie door mgr. Moors.
- voor 1965 – reliëfs van de engel Gabriël en het wapen van Nederland aan weerszijden van de entree van het postkantoor aan de Wilhelminasingel in Weert.
- 1970 – De harlekijn in Baexem.
- 1971 – gevelsteen 'Vruchtdragend voor de toekomst' voor de Boerenleenbank aan de Saffierstraat in Neerritter.
- 1973 – beeldengroep 'De Franse zusters', bij gemeenschapscentrum De Zaal in Stramproy.
- 1978 – grijsaard en kind aan de Kapittelstraat in Baexem.
- 1983 – kruisbeeld voor de Onbevlekt Hart van Mariakerk in Offenbeek (Reuver)
- pieta en kruisweg voor de Sint-Barbarakerk in Tungelroy. Van Geuleken maakte eerst een geschilderde kruisweg, later een in beton. De geschilderde kruisweg werd overgebracht naar de kerk in Boshoven.
- grafkruis voor Gerard Peeters op het kerkhof van Swolgen.
- acht reliëfs, kruisweg en muurschilderingen voor het Bisschoppelijk College Weert.
- glas-in-loodramen voor de kapel Dijk en Duin aan de Wilhelminalaan in Hoorn.
- wandkleden voor het koor van de Onze-Lieve-Vrouw-van-Lourdeskerk in Schoor, met scenes uit het leven van Maria.

## Galerij

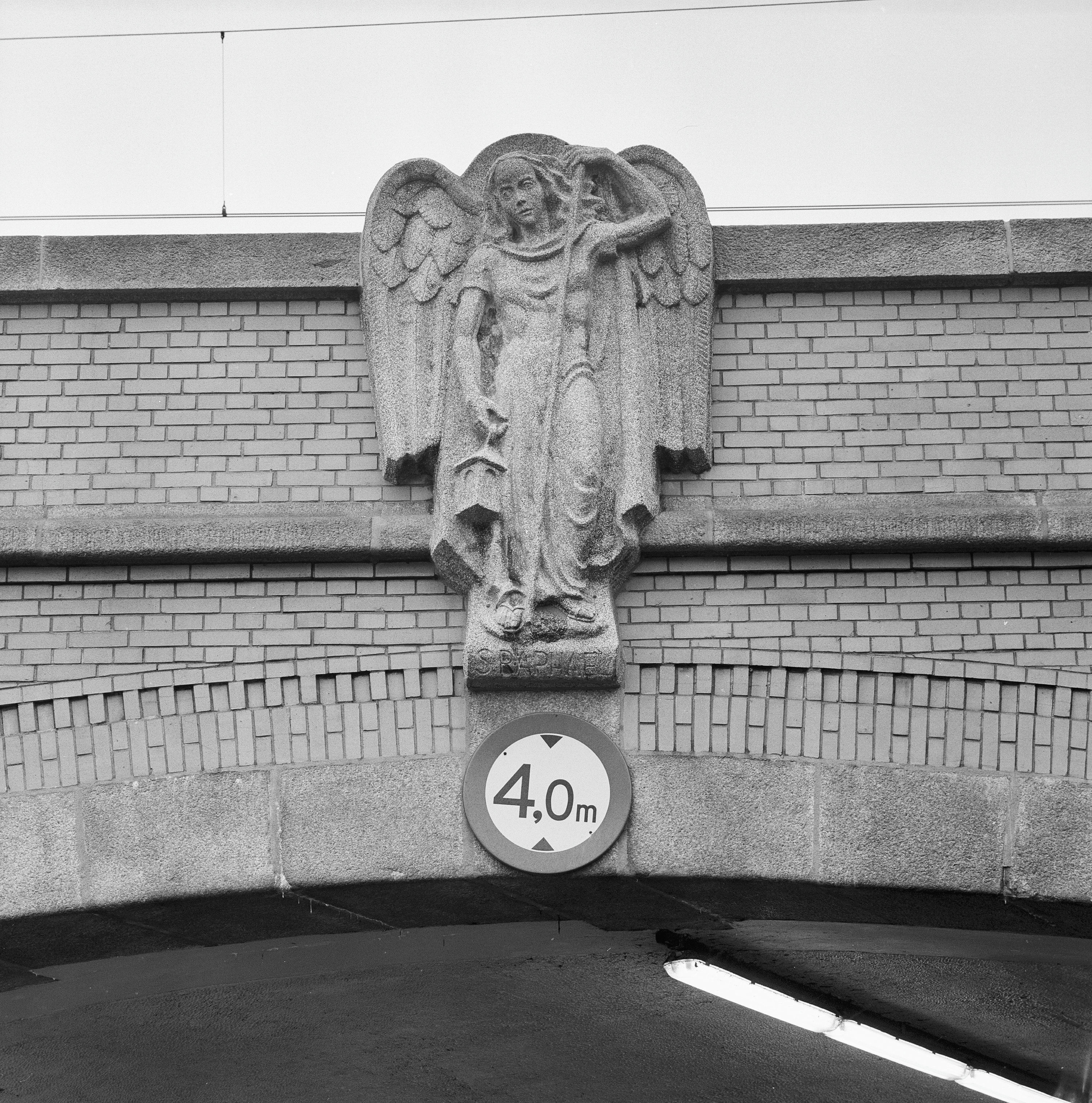
1949 – Sint-Rafaël, Weert
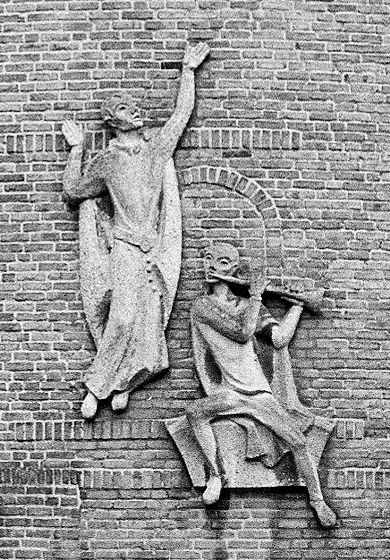
1961 – Gerardus Majella en een fluitspeler, Wittem

- Biografisch Portaal: 37686572
- International Standard Name Identifier: 0000 0004 2319 8320
- Nederlandse Thesaurus van Auteursnamen: 364437898
- RKD-Nederlands Instituut voor Kunstgeschiedenis: 30804
- Virtual International Authority File: 305829020
- WorldCat: E39PBJtcJqy8GMpcwffqQ4DKBP